# Санниленд Слим
Санниленд Слим (англ. Sunnyland Slim, настоящее имя Альберт Ландрю англ. Albert Luandrew, также записывался под псевдонимом Dr. Clayton's Buddy; 5 сентября 1906, невключённая территория Вэнс, Миссисипи, США  — 17 марта 1995, Чикаго, США) — американский блюзовый музыкант, пианист, певец и автор песен. Лауреат Blues Music Awards в номинации «Исполнитель традиционного блюза» (1990), номинант Blues Music Awards в номинации «Исполнитель традиционного блюза» (1982, 1983, 1984, 1987, 1991), «Альбом традиционного блюза» (1984), «Блюзовый пианист/клавшник» (1991, 1995). Член Зала славы блюза (1991) . Считается одной из ключевых фигур в истории чикагского блюза 

## Биография
Санниленд Слим родился на ферме неподалёку от невключённой территории Вэнс, штат Миссисипи в 1906 году (называется также 1903 ). Мальчиком он работал на ферме, но рано проявил интерес к блюзу, стараясь слушать всех доступных блюзовых музыкантов. Он самостоятельно научился играть на пианино и органе, и начал играть в местной церкви, когда ему было 14 лет. К 1924 году он играл на пианино в небольшом кинотеатре в соседнем городке Ламберте, штат Миссисипи. В 1925 году он переехал в Мемфис, Теннесси, где он выступал со многими известными блюзменами тех дней, недолгое время выступал с Ма Рейни, а также с Блайнд Блэйком, Блайнд Боем Фуллером, Рузвельтом Сайксом, Литтл Бразером Монтгомери. Его сценическое имя происходит от названия поезда «Sunnyland Train», соединяющего Мемфис и Сент-Луис, Миссури, точнее от блюза авторства самого Слима, посвященному этому поезду, которым музыкант начинал свои выступления 
В течение следующих семнадцати лет музыкант гастролировал по Югу и играл в мемфисских клубах. В 1942 году, как вспоминал музыкант «Мемфис стал немного грубым, и они закрыли заведения, а это были места, где были пианино, и вы могли быть уверены, что пианист будет закрыт с ними». Проработав недолгое время в Миссури, он получил предложение записаться в Чикаго. В 1942 году музыкант перебрался в Чикаго, где зарабатывал на жизнь работой на фабрике, вождением грузовика и периодическими выступлениями в клубах. Первоначальный контракт на запись провалился, и прошло пять лет, прежде чем он сделал свою первую запись. В то время блюзовая сцена Чикаго начала развиваться, и в дальнейшем, в эпоху расцвета чикагского блюза, Санниленд Слим выступал и записывался со многими звёздами блюза, например Мадди Уотерсом, Хаулином Вулфом, Робертом Локвудом и Литтл Уолтером.
Впервые Санниленд Слим записался в 1946 году, но только как певец в альбоме группы Армана Джексона. Его первая запись как бэнд-лидера состоялась в конце 1947 года. В дальнейшем за 50-летнюю карьеру, он сделал массу записей для различных лейблов, нигде подолгу не задерживаясь. В начале 1970 годов Санниленд Слим создал свой рекорд-лейбл Airway Record .
Санниенд Слим много помогал развиваться начинающим музыкантам. С 1947 по 1954 год подвал дома Слима был местом, куда Лестер Дэйвенпорт, Джонни Джонс, Флойд Джонс, Отис Спанн, Литтл Уолтер, Биг Билл Брунзи, Эдди Бойд, Джуниор Уэллс, Эрл Хукер, Джимми Роджерс, Вилли Мейбон и другие великие чикагские музыканты приходили выпить, поиграть в бильярд, поспать, поесть и поиграть на музыкальных инструментах. Именно Санниленд Слим запустил карьеру Мадди Уотерса, пригласив Уотерса (в нарушение его контрактных обязательств) в студию Chess Records для записи «Can’t Be Satisfied» в 1947 году, что привело к созданию Muddy Waters Band, которая затем стала известна как эталон как чикагского звука .
В конце 1960-х Санниленд Слим подружился с членами группы Canned Heat (Слим подрабатывал таксистом, и однажды подвозил группу) и сыграл на пианино в одной из их песен, а члены группы, два гитариста и бас-гитарист сыграли в альбоме Слима Slim's Got His Thing Goin, вышедшим в 1969 году. С 1976 года много работал с певицей Биг Тайм Сарой.
В 1988 году получил награду National Heritage Fellowship, присуждаемую Национальным фондом искусств США, высшую награду, присуждаемую правительством США за заслуги в области народного искусства .
В общей сложности пианист появился на более чем 40 записях и написал около 60 оригинальных блюзовых композиций, многие из которых стали блюзовыми стандартами. Санниленж Слим гастролировал по Европе и в СССР, а также на блюзовых фестивалях по всей территории США и Канады. Он был в крупных турах с Отисом Рашем и Хаулином Вулфом, и продолжал выступать с концертами до своей смерти.
Санниленд Слим умер в Чикаго от почечной недостаточности 17 марта 1995 года
«Его игра была примером чикагского блюзового фортепиано в его сочетании ударной атаки, раскатистых, каскадных потоков нот и синкопированной ритмической изысканности» .
«Его фортепианный стиль характеризовался мощными басовыми свинговыми аккордами левой руки и тремоло правой. Его голос был громким и он пел речитативом» 
«Музыка Санниленда Слима никогда не отклонялась далеко от своих истоков в дельте Миссисипи, хотя он любил вставлять музыкальные цитаты из Каунта Бейси и Дюка Эллингтона» .
«Ключевая фигура в превращении блюза из сельской в городскую форму искусства из-за мгновенно узнаваемого стиля „баррел-хаус“ фортепиано и восходящего фальцета, помогает выделить золотой век чикагского блюза» 
«Он выглядел старым, увечным и уставшим. Но, чувак, когда он играл свою музыку, эти старые руки порхали над клавишами пианино, словно пчелы на съезде по опылению» .

## Избранная дискография
| Год  | Название                                   | Рекорд-лейбл                      |
| ---- | ------------------------------------------ | --------------------------------- |
| 1947 | House Rent Party                           | Delmark Records                   |
| 1960 | Chicago Blues Session                      | Select-O-Hits                     |
| 1961 | Slim's Shout                               | Bluesville Records                |
| 1969 | Midnight Jump                              | Blue Horizon                      |
| 1969 | Slim's Got His Thing Goin' On              | Pacific Jazz Records              |
| 1970 | Pearl Harbour Blues                        | RCA Records                       |
| 1971 | Depression Blues                           | Festival Records                  |
| 1972 | Sad and Lonesome                           | Jewel Records                     |
| 1972 | Live and Cookin'                           | Chess Records                     |
| 1973 | Plays Ragtime Blues                        | BluesWay Records                  |
| 1974 | She Got That Jive                          | Airway Records                    |
| 1975 | Sunnyland Slim & Little Brother Montgomery | 77 Records                        |
| 1979 | Patience Like Job                          | Airway Records                    |
| 1981 | Old Friends                                | Earwig Records                    |
| 1986 | Chicago Jump                               | Evidence Music                    |
| 1989 | Be Careful How You Vote                    | Earwig Records                    |
| 1991 | Live in Europe                             | Airway Records                    |
| 1994 | Blues Anytime!                             | Evidence Music                    |
| 1994 | Decoration Day                             | Evidence Music                    |
| 1994 | Live at the D.C. Blues Society             | Mapleshade Records                |
| 1995 | Sunnyland Train                            | Evidence Music                    |
| 1997 | Bad and Lonesome                           | Jewel Records                     |
| 1998 | She Got a Thing Goin' On                   | Earwig Records /Blind Pig Records |
| 1999 | Smile on My Face                           | Delmark Records                   |
| 2006 | Blues Legends Live                         | Mapleshade Records                |
| 2010 | ABC of the Blues Vol. 42                   | Documents                         |
| 2012 | Legendary Bop Rhythm & Blues Classics      | Essential Media Group             |
| 2012 | The Devil Is a Busy Man                    | Essential Media Group             |